# Alligator prenasalis
Alligator prenasalis es una especie extinta de aligator. Es bastante bien conocido, habiéndose hallado muchos fósiles de las formaciones Chadron y Brule en Dakota del Sur, Estados Unidos. La especie fue nombrada originalmente en 1904 pero fue clasificada entonces como un cocodrilo en el género Crocodilus. Fue reasignada al género Alligator en 1918 basándose en material mucho más completo. Es asimismo el primer miembro conocido de género Alligator.

## Taxonomía

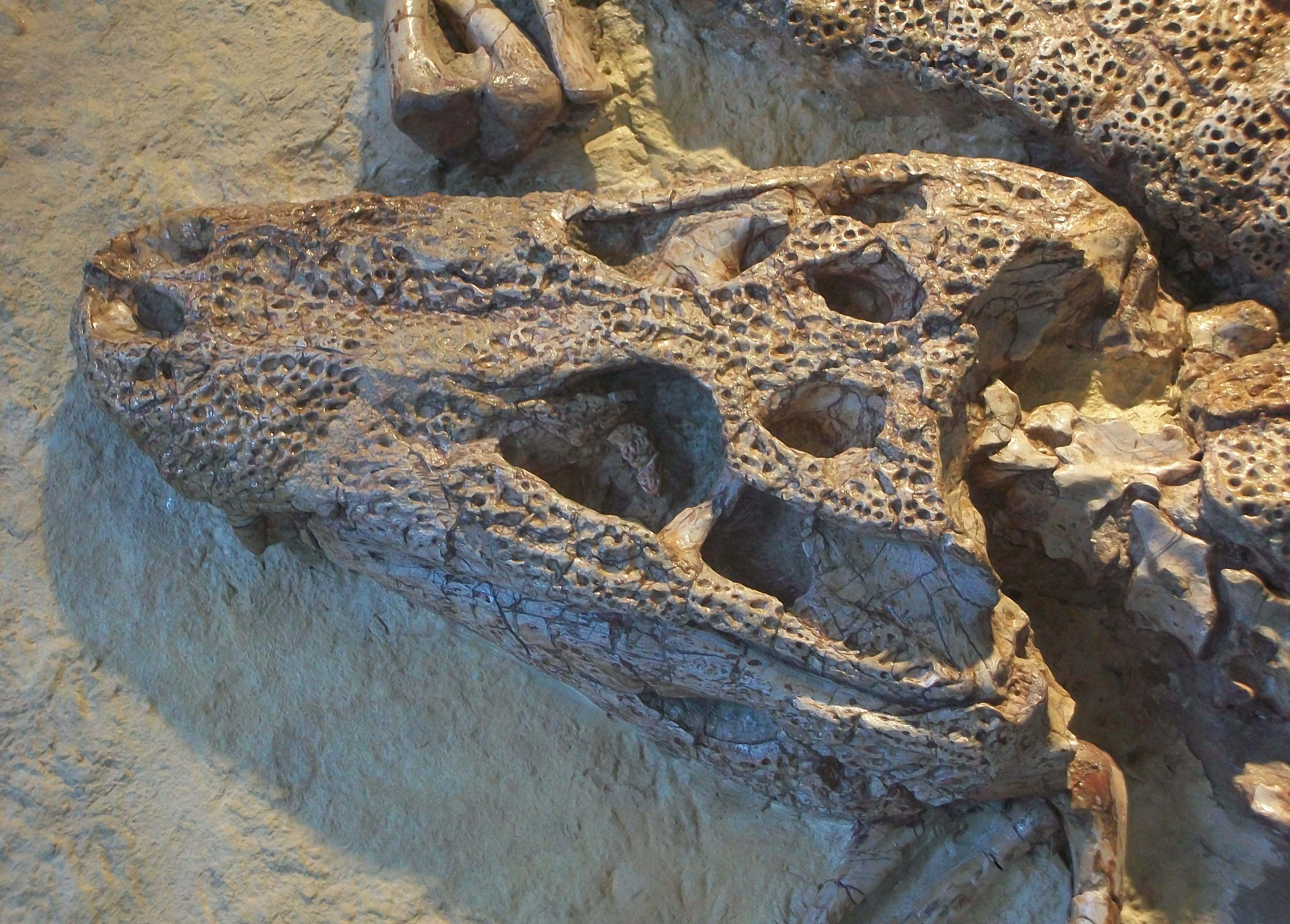
El cráneo de Alligator prenasalis (AMNH 4994)

### Sinónimos menores
Varias especies extintas de aligatorinos han sido consideradas sinónimos más modernos de A. prenasalis. Entre estos se incluyen a Caimanoidea visheri, nombrado por el paleontólogo Maurice Mehl en 1916 a partir de material fragmentario, y Allognathosuchus riggsi, nombrado en 1931 de una única pieza de la mandíbula inferior. Ambos fueron considerados sinónimos con la especie en 1972 por el paleontólogo D.W. Higgins. Mehl usó dos denominaciones alternativas de Caimanoidea eb su artículo de 1916: Caimanoideus y Caimanoeda. Ya que el nombre Caimanoidea es el primero que fue usado y de manera más frecuente, ha sido considerado como el nombre válido del género.

### Filogenia
A. prenasalis es similar al aligatorino del Eoceno Allognathosucus mooki. En 1930, el paleontólogo estadounidense George Gaylord Simpson consideró a A. prenasalis (entonces llamado Caimanoidea) como ancestro de A. mooki porque parecía ser similar pero menos especializado. A. mooki fue considerado como más especializado debido a su hocico romo, mientras que A. prenasalis tenía un hocico ancho y aplanado, supuestamente más primitivo.
Si A. prenasalis fuera un ancestro de A. mooki, este tendría que haber aparecido en el Eoceno. Simpson hipotetizó que A. prenasalis apareció por esa época y dio origen a A. mooki, el cual se extinguió rápidamente. Aunque es posible que A. prenasalis (una forma más generalizada) pudiera descender de A. mooki (una especializada) a través de lo que es conocido como un retroceso, el conocimiento aceptado por entonces era que los generalistas no podían derivar de especialistas. Esto era llamado la "ley de la especialización", formulada originalmente por el paleontólogo Edward Drinker Cope en 1896.
Análisis filogenéticos más recientes han mostrado que los aligatorinos con hocicos planos forman un clado dentro de un gran grupo de aligatorinos de hocico romo. Por tanto, las formas de hocico romo no forman un único grupo especializado sino más bien una colección de taxones basales, algunos de los cuales fueron ancestros de las formas modernas como Alligator. Alligator es usualmente recuperado como un grupo monofilético con A. prenasalis como el miembro más basal de ese clado.